# 泰爾泰爾河
40°26′49″N 47°18′26″E / 40.44694°N 47.30722°E

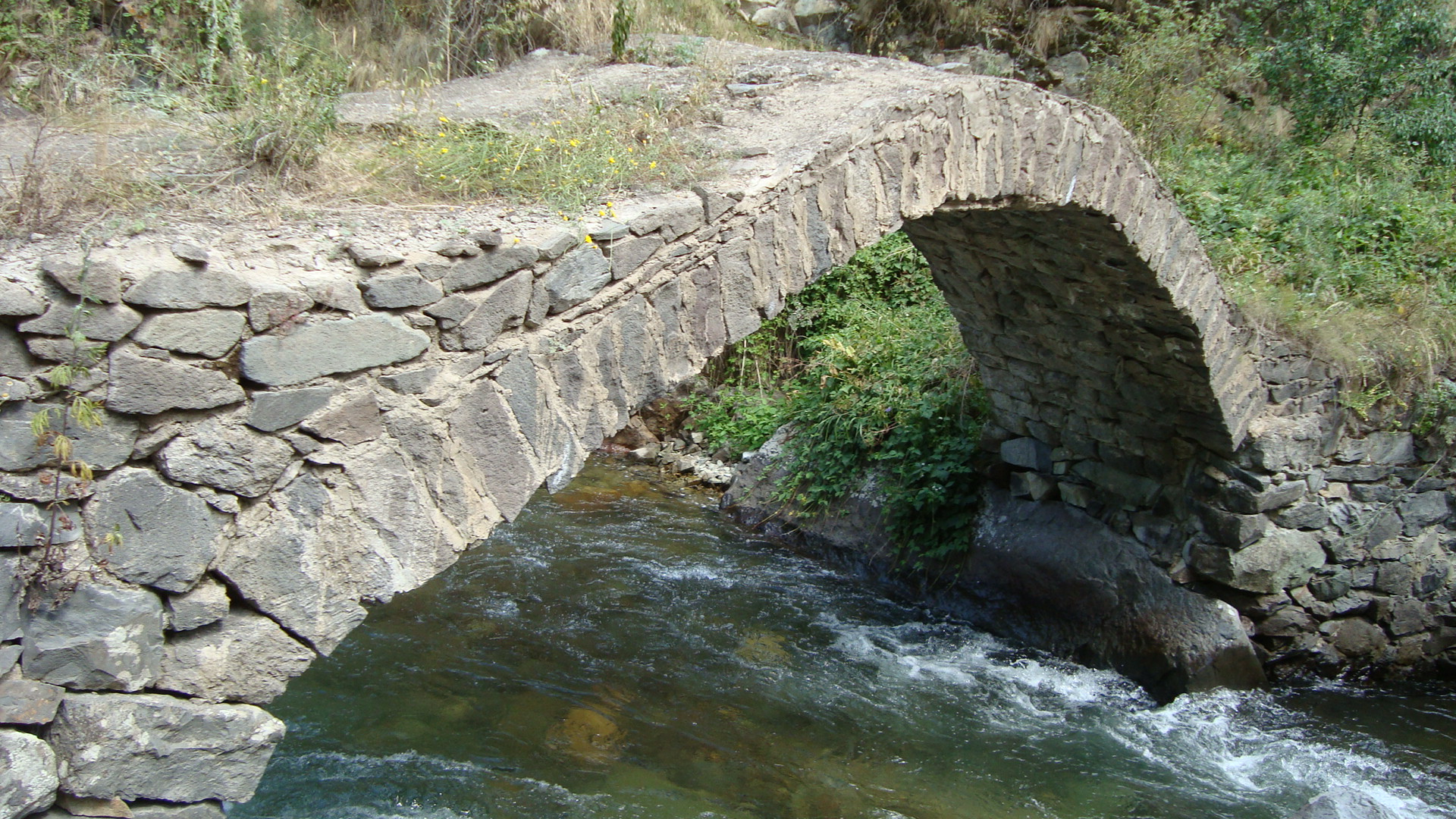

泰爾泰爾河，是阿塞拜疆的河流，位於該國中部，處於南高加索地區，屬於庫拉河的支流，發源自卡拉巴赫地區，河道全長200公里，流域面積2,650平方公里。